# Turul Flandrei 2012
Turul Flandrei 2012 este ediția 96 a cursei clasice de ciclism Turul Flandrei, cursă de o zi. S-a desfășurat pe data de 1 aprilie 2012, între Bruges și Oudenaarde.
Turul Flandrei are o rută modificată pentru prima oară după 1973 și nu va cuprinde celebrul Zid al Grammontului.

## Rezultate
| #  | Ciclist                 | Echipă                  | Timp       | Puncte |
| -- | ----------------------- | ----------------------- | ---------- | ------ |
| 1  | Tom Boonen (BEL)        | Omega Pharma-Quick Step | 6h 04' 33" | 100    |
| 2  | Filippo Pozzato (ITA)   | Format:Cycling data FAR | s.t.       | –      |
| 3  | Alessandro Ballan (ITA) | BMC Racing Team         | + 1"       | 70     |
| 4  | Greg Van Avermaet (BEL) | BMC Racing Team         | + 38"      | 60     |
| 5  | Peter Sagan (SVK)       | Format:Cycling data LIQ | + 38"      | 50     |
| 6  | Niki Terpstra (NED)     | Omega Pharma-Quick Step | + 38"      | 40     |
| 7  | Luca Paolini (ITA)      | Katiușa                 | + 38"      | 30     |
| 8  | Thomas Voeckler (FRA)   | Format:Cycling data EUC | + 38"      | –      |
| 9  | Matti Breschel (DEN)    | Rabobank                | + 38"      | 10     |
| 10 | Sylvain Chavanel (FRA)  | Omega Pharma-Quick Step | + 38"      | 4      |